# Пожег (Словенія)
Пожег (словен. Požeg) — поселення в общині Раче-Фрам‎, Подравський регіон‎, Словенія.